# همائی
همائی، روستایی از توابع بخش مرکزی شهرستان کیار  در استان چهارمحال و بختیاری است.

## جمعیت
این روستا در دهستان کیار غربی قرار دارد و براساس سرشماری مرکز آمار ایران در سال ۱۳۸۵، جمعیت آن زیر سه خانوار بوده‌است.